# Too Hotty
Too Hotty è un singolo del gruppo musicale statunitense Migos, pubblicato il 26 maggio 2017 come primo estratto dall'album compilation Control the Streets, Volume 1.

## Descrizione
Il brano è stato scritto da Quavo, Takeoff, Offset e da Southside, che ha anche prodotto la canzone. Il brano è stato pubblicato da Quality Control Music, Motown Records e Capitol Records il 26 maggio 2017, come singolo principale dall'album compilation di Quality Control, Control the Streets, Vol. 1 (2017).

## Pubblicazione
La canzone è stata inizialmente pubblicata come To Hotty, e i crediti sono stati attribuiti esclusivamente. Successivamente è stata cancellata da SoundCloud. Il 25 agosto 2017, è stato ripubblicata dalla Qualty Control. Il trio per il titolo si è ispirato al pugile della WWE, Scotty 2 Hotty.

## Video musicale
Il video musicale è stato pubblicato su YouTube il 25 agosto 2017 ed è stato diretto da Daps e dai Migos stessi.
Ad agosto 2020 il video conta poco più di 70 milioni di visualizzazioni.

## Tracce
Testi e musiche di Joshua Luellen, Kiari Cephus, Quavious Marshall, Ryan Louder, Lauren Nicole Walker, Kirshnik Ball.
1. Too Hotty – 4:57

## Formazione
- Offset – voce
- Quavo – voce, missaggio
- Takeoff – voce
- Eurielle – voce aggiuntiva
- Southside – produzione
- DJ Durel – ingegneria acustica, missaggio

## Classifiche
| Classifica (2017) | Posizione massima |
| ----------------- | ----------------- |
| Stati Uniti       | 91                |